# Jules Verschelden
Jules Verschelden (* 21. Dezember 1898 in Nazareth; † 21. März 1978 in Deinze) war ein belgischer Radrennfahrer.

## Sportliche Laufbahn
Verschelden war im Bahnradsport und im Straßenradsport aktiv. Von 1924 bis 1931 war er Unabhängiger und Berufsfahrer. Auf der Bahn war er vor allem in Sechstagerennen und im Zweier-Mannschaftsfahren erfolgreich. 1924 siegte er im Sechstagerennen von Gent mit Aloïs Persijn als Partner, 1925 war er in Berlin ebenfalls mit Persijn erfolgreich. In Breslau wurde er 1926 Zweiter, in Brüssel kam er 1924 und 1926 jeweils auf den dritten Platz. 1925 siegte er mit Persijn in einem 25-Stunden-Rennen in Berlin. 
Im Straßenradsport wurde er 1920 Meister von Flandern bei den Amateuren. 1921 und 1922 leistete er seinen Militärdienst in der belgischen Armee. Danach betätigte er sich als Mechaniker und Pfleger bei Sechstagerennen und konzentrierte sich in seiner Karriere auf den Bahnradsport.

## Berufliches
Mit dem im Radsport verdienten Geld kaufte Verschelden in Deinze einen Bauernhof mit einer Gaststätte. Beides bewirtschaftete er gemeinsam mit seiner Familie.